# 康子元
康子元（？—？），越州会稽县（今浙江省绍兴市）人，唐朝官员。

## 生平
康子元历任献陵令。唐玄宗诏中书令张说推举能治《易经》、《老子》、《庄子》者，集贤直学士侯行果推荐康子元和平阳敬会真，康子元侍读。升任秘书少监，敬会真为四门博士，都兼集贤侍讲学士。开元年间，康子元與徐坚、侯行果等人议定封禅泰山的礼仪。唐玄宗祭祀泰山，康子元以侍讲学士。后来官至宗正少卿，因病授秘书监，致仕。死后赠汴州刺史。